# Діфіц-Шпольдерсгаген
Діфіц-Шпольдерсгаген (нім. Divitz-Spoldershagen) — громада в Німеччині, розташована в землі Мекленбург-Передня Померанія. Входить до складу району Передня Померанія-Рюген. Складова частина об'єднання громад Барт.
Площа — 27,38 км2. Населення становить 451 ос. (станом на 31 грудня 2020).